# Comté d'Eurobodalla
Le comté d'Eurobodalla (en anglais : Eurobodalla Shire) est une zone d'administration locale située dans l'État de Nouvelle-Galles du Sud en Australie. Son chef-lieu est Moruya.

## Géographie
Le comté s'étend sur un territoire en grande partie montagneux de 3 428 km2 dans la région de la Côte Sud au sud-est de l'État. Il possède une façade sur la mer de Tasman à l'est, qui court sur 110 km de long entre Durras au nord et le lac Wallaga au sud. Il est traversé par la Princes Highway et la Kings Highway.
Le conseil n'administre qu'environ 30 % de la superficie du comté, dont les deux tiers constituent des terres agricoles productives. Les 70 % restants sont des terres de la Couronne non imposables, dont 40 % sont classés en parc national et 30 % en forêt domaniale.

### Villes et villages
Le comté comprend les villes de Moruya, Batemans Bay et Narooma ainsi que les villages et localités de Bimbimbie, Bodalla, Broulee, Catalina, Central Tilba, Dalmeny, Durras, Jeremadra, Lilli Pilli, Malua Bay, Mogo, Mossy Point, Mystery Bay, Nelligen, Nerrigundah, Potato Point, Rosedale, Sunshine Bay, Tomakin et Wallaga Lake Koori Village.

## Démographie
La population s'élevait à 35 741 habitants en 2011 et à 37 232 habitants en 2016.

## Histoire
La région est habitée par les tribus aborigènes Bugelli-Manji et Yuin. Le comté est formé en 1913.
Le comté est durement touché lors des gigantesques incendies qui touchent l'Australie au début de l'année 2020.

## Politique et administration

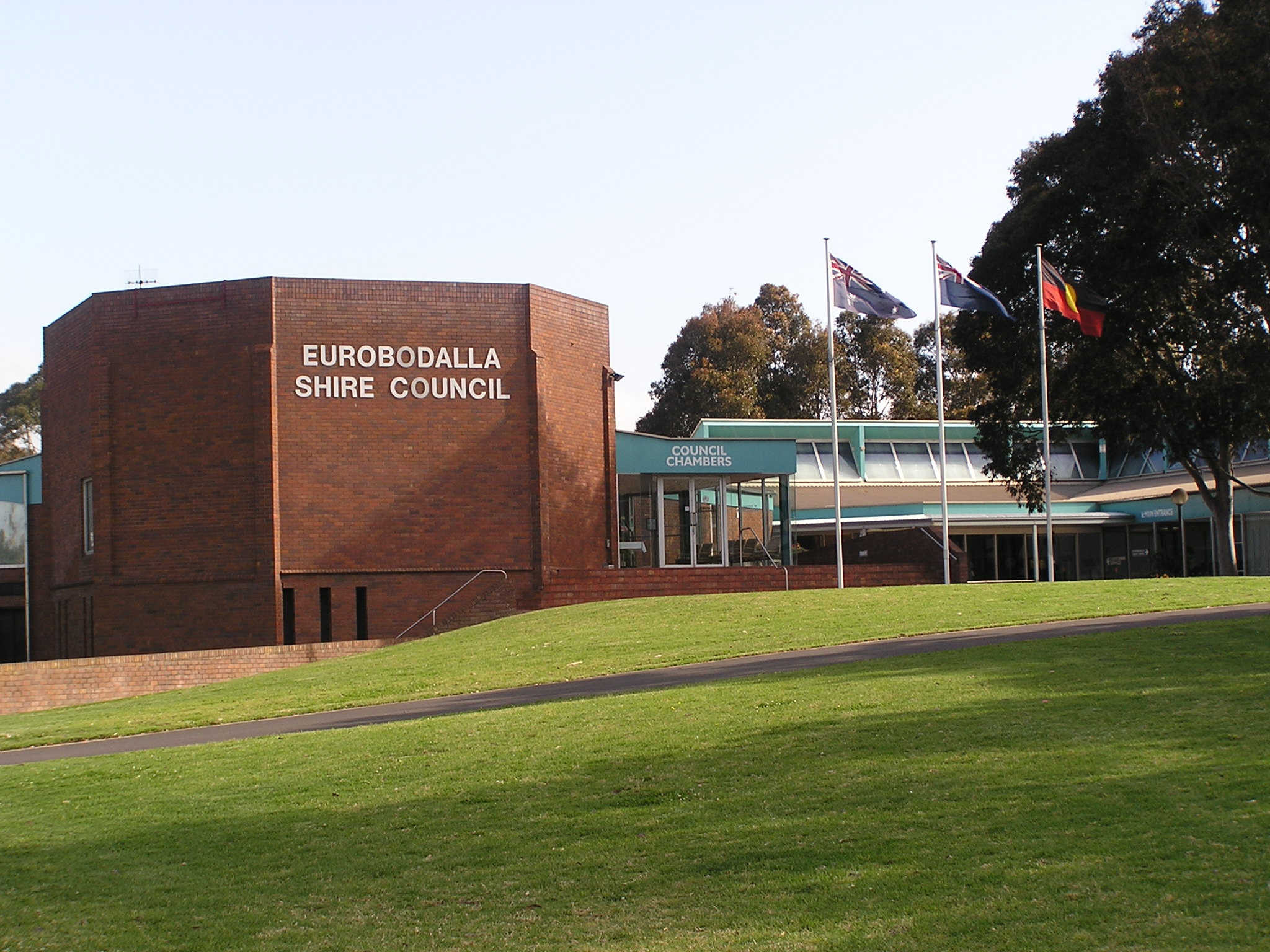
Le bâtiment du conseil du comté d'Eurobodalla.

Le conseil municipal comprend neuf conseillers, dont le maire, élus pour quatre ans. À la suite des élections du 4 décembre 2021, le conseil est formé de sept indépendants (dont le maire), un travailliste et un vert.

### Liste des maires
| Période                                  | Période       | Identité       | Étiquette    | Qualité |
| ---------------------------------------- | ------------- | -------------- | ------------ | ------- |
| Les données manquantes sont à compléter. |               |                |              |         |
| 2005                                     | 2008          | Neil Mumme     |              |         |
| 2008                                     | 2012          | Fergus Thomson |              |         |
| 2012                                     | 2016          | Lindsay Brown  | Indépendante |         |
| 15 septembre 2016                        | décembre 2021 | Liz Innes      | Indépendante |         |
| 21 décembre 2021                         | en fonction   | Mathew Hatcher | Indépendant  |         |